# Austin Madison
Austin Madison (nacido en 1984) es un animador, artista, artista de historias y actor de voz estadounidense que trabaja en Pixar Animation Studios.

## Primeros años
Después de graduarse de Sheldon High School en 2002, asistió al programa de animación de personajes en el Instituto de las Artes de California; se graduó de allí en 2006.

## Carrera
Desde que se graduó en 2006, Madison ha trabajado como animador y artista de historias para Pixar. También se ha desempeñado como actor de doblaje en cortometrajes y como actor de doblaje en Dick Figures de Mondo Media.
Madison ha realizado trabajos de animación para muchas películas de Pixar muy populares y exitosas. Los títulos más conocidos en los que ha estado involucrado son los Los Increíbles 2 (2018), Toy Story 3 (2010), Up (2009), WALL·E (2008) y Ratatouille (2007).
El papel más influyente que ha tenido en su carrera de animación fue como animador principal de la película Brave de 2012, que se convertiría en la decimotercera película más taquillera de ese año. La película también ganó el Premio Óscar a la mejor película de animación en la 85.ª edición de los Premios Óscar, y el Globo de Oro a la mejor película animada en la 70.ª edición de los Globos de Oro.
Madison creó sketches de batallas de dibujos animados que mostraban enfrentamientos reales y actuales de fútbol americano de la NFL durante las temporadas 2012 y 2013, y durante algunos juegos durante la temporada 2014. Hizo sketches de batalla de dibujos animados para algunos juegos de playoffs en esas tres temporadas también, incluido el Super Bowl XLVII entre los Baltimore Ravens y los San Francisco 49ers, y el Super Bowl XLVIII entre los Denver Broncos y los Seattle Seahawks.
Además, Madison se desempeña como instructor de The Animation Collaborative, un taller de capacitación de primer nivel en Emeryville, California, para animación y arte de animación que presta servicios en el Área de la Bahía de San Francisco.

## Filmografía

### Películas
| Año  | Título               | Papel              | Notas                               |
| ---- | -------------------- | ------------------ | ----------------------------------- |
| 2007 | Ratatouille          |                    | Animador                            |
| 2008 | WALL·E               |                    | Animador                            |
| 2009 | Calendar Confloption | Veterano de la WWI | Cortometraje                        |
| 2009 | Trifles              | Sheriff Peters     | Cortometraje                        |
| 2009 | Up                   |                    | Animador                            |
| 2010 | Toy Story 3          |                    | Animador                            |
| 2011 | Horizon              | Trooper            | Cortometraje                        |
| 2011 | La luna              |                    | Animador, cortometraje              |
| 2011 | Cars 2               |                    | Animador                            |
| 2012 | Brave                |                    | Animador en jefe                    |
| 2012 | Adam and Dog         |                    | Animador, cortometraje              |
| 2013 | Monsters University  |                    | Animador                            |
| 2014 | Party Central        | Voces adicionales  | Artista de storyboard, cortometraje |
| 2018 | Los Increíbles 2     | Voces adicionales  | Artista de storyboard               |
| 2019 | Purl                 | Office Bro         | Artista de storyboard               |
| 2023 | Elemental            | Voces adicionales  |                                     |

### Televisión
| Año       | Título                     | Papel     | Notas                               |
| --------- | -------------------------- | --------- | ----------------------------------- |
| 2011–2012 | Dick Figures               | Earl Grey | 2 episodios                         |
| 2013      | Ultimate Spider-Man        |           | Artista de storyboard; 1 episodio   |
| 2014      | Toy Story That Time Forgot |           | Artista de storyboard, cortometraje |
| 2024      | Dream Productions          |           | Director, 1 episodio                |